# استاد ميخائيل ميسخي
استاد ميخائيل ميسخي (بالجورجية: მიხეილ მესხის) (بالإنجليزية: Mikheil Meskhi)‏ وسمّي على اسم أسطورة كرة القدم الجورجية السابقة ميخائيل ميسخي الذي مثل منتخب الإتحاد السوفييتي وهو ملعب كرة قدم يقع في العاصمة الجورجية وأكبر مدنها تبليسي ويعتبر الملعب الرئيسي لـ منتخب جورجيا لكرة القدم ونادي لوكوموتيف تبليسي نادي العاصمة الجورجية وتم اقتتاحه عام 2001 م ويتسع لـ 27,453 متفرج ويلعب فيه ناديّا سيوني بولنيسي وسبارتاكي تسخينفالي في الوقت الذي لاتكون فيه مباريات لنادي لوكوموتيف تبليسي، وكان الملعب يُسمى بأسماء أخرى قبل افتتاحه الرسمي وبعد تجديده حيث كان يسمى في فترة 1990-2000 ستاديوني لوكوموتيفي وتعني ملعب لوكومتيف ثم بعد سنة واحدة فقط تغير إسمه إلى ستاديوني 26 مايسي إلى أن جاء الاسم الثابت والرسمي ميخائيل ميسخي.